# SDG-Index
Der SDG-Index (engl.: SDG Index & Dashboards) ist eine Kennzahl, mit der die Erreichung der 17 Ziele nachhaltiger Entwicklung (engl.: Sustainable Development Goals – SDGs) quantitativ angegeben werden kann. Die Bertelsmann-Stiftung ist Urheberin dieser Kennzahl. Ziel ist es, mit Hilfe des Rankings die SDGs besser kommunizierbar zu machen und den Stand einzelnen Länder bei der Umsetzung einfacher vergleichen zu können.

## Geschichte
Der SDG-Index wurde von der privaten Bertelsmann-Stiftung und dem Sustainable Development Solutions Network (SDSN) in New York beim Hochrangigen Politischen Forum für Nachhaltige Entwicklung vorgestellt und am 20. Juli 2016 UN-Generalsekretär Ban Ki-moon übergeben. Wurden in der ersten Ausgabe noch 149 Länder miteinander verglichen (Stand: 2016), so waren es 2023 insgesamt 166 Länder.
In der englischen Originalfassung wird der Index SDG Index & Dashboards genannt. Die Bertelsmann-Stiftung und der Rat für nachhaltige Entwicklung verwenden die deutsche Übersetzung SDG-Index.
Der SDG-Index wird jährlich aktualisiert und im globalen Sustainable Development Report (SDR) des SDG Transformation Center, einer Initiative des UN Sustainable Development Solutions Network (SDSN), veröffentlicht.

## Berechnung
Der Index kann Werte zwischen 0 und 100 einnehmen. Die Werte lassen sich als Prozentangabe der Zielerreichung interpretieren. Ein Indexwert von 100 zeigt die optimale Erfüllung der Nachhaltigkeitsziele an.
Zur Berechnung des Gesamtwert eines Landes wird je SDG-Ziel ein Indexwert ermittelt; der Gesamtwert ist der Durchschnittswert über alle Indexwerte der 17 SDG-Ziele, wobei die Ziele gleich gewichtet werden. Zur Berechnung eines einzelnen Ziel-Indexwertes werden zwischen 1 und 11 Indikatoren herangezogen. Als Indikatoren werden offizielle SDG-Indikatoren der UN verwendet, soweit ausreichend Daten verfügbar sind und die Abdeckung global ist. Zusätzlich fließen weitere Indikatoren für nachhaltige Entwicklung ein. Im SDG-Index des Jahres 2016 wurden insgesamt 64 Indikatoren für alle Staaten herangezogen, für OECD-Staaten weitere 14.

## Ranking
| Rang | Land        | Index |
| ---- | ----------- | ----- |
| 1    | Finnland    | 86,76 |
| 2    | Schweden    | 85,98 |
| 3    | Dänemark    | 85,68 |
| 4    | Deutschland | 83,36 |
| 5    | Österreich  | 82,28 |
| 6    | Frankreich  | 82,05 |
| 7    | Norwegen    | 82,00 |
| 8    | Tschechien  | 81,87 |
| 9    | Polen       | 81,80 |
| 10   | Estland     | 81,68 |